# Waverly (Ohio)
Pour les articles homonymes, voir Waverly.
Waverly est le siège du comté de Pike, situé dans l'État de l'Ohio, aux États-Unis.